# NGC 342
NGC 342 је елиптична галаксија у сазвежђу Кит која се налази на NGC листи објеката дубоког неба.
Деклинација објекта је - 6° 46' 20" а ректасцензија 1h 0m 49,8s. Привидна величина (магнитуда) објекта NGC 342 износи 14,4 а фотографска магнитуда 15,4. NGC 342 је још познат и под ознакама MCG -1-3-58, NPM1G -07.0039, PGC 3631.